# The Suffering
The Suffering è un videogioco sviluppato dalla Surreal Software e pubblicato da Midway Games nel 2004 per Microsoft Windows e per le console Play Station 2 e Xbox.
Dal settembre 2008 è stato pubblicato come freeware nella versione per PC.

## Trama
Il protagonista è Torque, un uomo appena giunto nel braccio della morte presso l'Abbott State Penitentary nell'immaginaria isola di Carnate, in Maryland. Condannato alla pena di morte tramite iniezione letale per l'omicidio della moglie e dei figli.
Poco dopo essere entrato nella sua cella, un terremoto scuote la prigione e, pochi istanti dopo, tutti i detenuti della sezione vengono uccisi da delle creature mostruose, ad eccezione del protagonista. Dopo esser fuggito dalla cella ed aver incrociato diverse guardie mentre vengono uccise dalle creature, usa i monitor di sicurezza per scoprire che l'intera prigione è sotto attacco. 
Scendendo nel seminterrato, incontra presto gli spiriti di tre degli occupanti più famosi di Abbot: il dottor Killjoy, il generale Hermes e il detenuto Horace P. Gauge.

## Personaggi
Torque
Torque, il cui vero nome è sconosciuto, è il protagonista del gioco. Il suo passato, segnato dalla perdita dei genitori e la permanenza in un orfanotrofio mal gestito, lo rendono una persona molto aggressiva, e finisce presto nel giro della criminalità organizzata. L'uomo sembra cambiare dopo aver incontrato Carmen, che sposa e con la quale ha due figli, Corey e Malcolm. Tuttavia la situazione precipita, e Torque viene arrestato con l'accusa di omicidio dei suoi familiari.
Progredendo nel videogioco, la storia di sottofondo cambierà a seconda delle decisioni che prenderà il giocatore (generalmente si tratterà di decidere per la vita degli altri personaggi), mostrandoci un Torque malvagio, neutrale o buono a seconda dei casi.
Ranse "RT" Truman
Un individuo che non appare mai di persona, che scrive ovunque i propri pensieri riguardo ad Abbott e i suoi abitanti, visibili nella schermata del caricamento dei livelli del gioco. Si suppone che si tratti dello stesso Torque.
Carmen
Il fantasma della ex Moglie di Torque, che lo esorta a fare la scelta giusta. Dal momento che Torque era coinvolto in affari di criminalità organizzata, e la sua incontrollabile ira costituiva un pericolo per la sua famiglia, Carmen ricorre disperatamente alle pratiche di divorzio. Malgrado le circostanze, lei ama ancora Torque e spera di essere compresa per la drastica decisione da lei presa.
Corey & Malcolm
I figli di Torque e Carmen, questi due fantasmi rappresentano il senso di colpa di Torque nei loro confronti. Corey, il maggiore, è un ragazzino di circa tredici anni testardo e riottoso, ed essendo il più conscio della natura aggressiva del padre è spesso ostile nei suoi confronti. Malcolm, il minore, di circa dieci anni, è più docile e mansueto.
Clem
Un vecchio detenuto di Carnate che progetta la sua fuga costruendo in segreto una zattera sulla spiaggia della costa dell'isola. Raccoglie le informazioni sulle creature che infestano l'isola in un taccuino, con relative illustrazioni.
Consuela
Moglie del secondino Ernesto, dopo il trasferimento sull'isola di Carnate a causa del lavoro del marito si è ritrovata spesso sola, e ha trascorso il suo tempo esplorando e raccogliendo molte informazioni sulle leggende e su i vari luoghi dell'isola.
Dottor Killjoy
Il fantasma di uno psichiatra e neurochirurgo vissuto su Carnate, che si prefigge il compito di guarire Torque dai suoi presunti disturbi psichici. Stabilitosi sull'isola verso la fine del diciannovesimo secolo per dirigere il manicomio ivi stante, il Dottor Killjoy sperimenta diverse terapie di sua invenzione e scompare in circostanze misteriose durante gli anni venti. Il Dottor Killjoy si manifesta come la proiezione di una pellicola di sedici millimetri, con l'ausilio di un vecchio proiettore cinematografico.
Capitano Hermes T. Haight
Il fantasma dell'ex boia del carcere Carnate, che rappresenta e incita il lato aggressivo di Torque. Fra le persone da lui giustiziate si ricorda Horace P. Gauge. Era un uomo sadico ed ossessionato dalla morte al punto di uccidersi nella camera a gas per sentire cosa si prova a morire. Egli si presenta come una figura umanoide fatta di gas propano.
Horace P. Gauge
Il fantasma di un detenuto di Abbott, che come Torque nutriva un amore malsano verso la propria consorte. Ossessionato dal fatto che la moglie non fosse al sicuro in sua assenza, Horace la uccide durante una visita coniugale e viene giustiziato sulla sedia elettrica dal boia Hermes T. Haight. Egli appare come un uomo parzialmente carbonizzato dalla corrente elettrica che emana, che sembra provocargli molto dolore.

## Cronologia di Carnate
- Fine XVII secolo - Carnate ha i suoi primi abitanti: una popolazione di puritani si insedia nella parte orientale dell'isola fondando il villaggio di Goodsmouth.
- 1681 - A Goodsmouth tre ragazzine accusano undici persone del loro stesso villaggio di stregoneria, facendole così condannare al rogo. Dopo l'accaduto le tre amiche si suicidano gettandosi da una scogliera in prossimità del villaggio. I loro corpi non verranno mai ritrovati.
- Fine XVIII secolo - Una nave carica di schiavi proveniente dall'Africa e diretta a Norfolk si arena sulla spiaggia settentrionale dell'isola. I marinai, temendo una ribellione degli schiavi, lasciano questi incatenati nella stiva, dove vengono divorati vivi dai topi.
- 1834 - Viene costruito un faro nella parte orientale dell'isola.
- 1877 - Una ricca famiglia acquista l'isola e fa costruire un'enorme magione nella parte occidentale.
- 1899 - La famiglia è costretta a lasciare l'isola a causa di un evento terribile e tuttora irrisolto. La villa abbandonata diventa un manicomio che il suo direttore, il Dottor Killjoy, gestisce con sistemi poco ortodossi.
- anni venti - Il dottor Killjoy scompare misteriosamente e il manicomio viene abbandonato.
- anni trenta - L'esercito statunitense prende possesso dell'isola e vi costruisce una base, Fort Maleson.
- 1944 - In piena seconda guerra mondiale un Horten Ho 229 tedesco precipita sull'isola. Il colonnello del forte fa fucilare tre dei suoi uomini come spie, per le loro origini tedesche. Poco dopo il colonnello si suicida per evitare di essere processato.
- 1950 - Il governo federale acquista l'isola e vi fa costruire il penitenziario di Abbott.
- 1955 - Nella cava di pietra di Carnate crolla incidentalmente un pozzo di estrazione. Dei detenuti intrappolati vengono lasciati sotto le macerie. Lo stesso anno un gruppo di carcerati si vendica dei compagni impiccando e scuoiando cinque guardie.
- 1960 - Il detenuto Horace P. Gauge, in carcere per omicidio colposo, assassina brutalmente la moglie durante una visita coniugale ed è per questo condannato alla sedia elettrica. Di tanto in tanto dei detenuti affermano di aver visto il suo fantasma, che sofferente, mormora in continuazione "fallo smettere, brucia!". L'esecuzione viene eseguita dal capitano Hermes T. Haight, che lo stesso anno si suicida nella camera a gas.
- Data sconosciuta - Una casa situata ad alcuni chilometri di distanza dal manicomio finisce in fiamme in circostanze misteriose. Tuttavia non viene rinvenuto alcun cadavere. Le rovine della casa giacciono tuttora così come furono lasciate.

## Modalità di gioco
Anche se presentato come un survival horror, The Suffering si discosta dal genere offrendo al giocatore un controllo della situazione quasi alla Max Payne in cui i nemici, per quanto numerosi e preponderanti, possono essere sconfitti senza ricorrere alla fuga.
La visuale è caratterizzata da passaggi veloci dalla prima alla terza persona, nonostante la telecamera fatichi a stare dietro a Torque in situazioni affollate, che combinano velocità di spostamento con la precisione durante i combattimenti.
Da notare che nel gioco, stranamente e raramente Torque incontra delle persone con il suo stesso vestito, ma soprattutto esse si trasformano in un mostro perfettamente uguale al mostro in cui si trasforma Torque, lui stesso dovrà eseguire diverse azioni con loro, alcuni li libererà, altri li dovrà affrontare e uccidere. Da notare che Torque è stato liberato all'inizio del gioco solo grazie a uno di loro, che poi sparirà nel vuoto.

### Morale
Con l'evolversi della storia Torque si troverà spesso ad interagire con altre persone, dandogli la possibilità di compiere buone o cattive azioni che non sempre risultano semplici da comprendere o eseguire (ad esempio, uccidere un secondino morente per evitargli inutili sofferenze può essere considerata una buona azione). La somma delle interazioni determinerà, oltre all'evolversi delle allucinazioni durante il gioco, quale dei tre finali è stato scelto per Torque tra il buono, il cattivo e il neutrale.

### Pazzia
Man mano che Torque avanza nel gioco, uccidendo nemici e trovandosi in situazioni ai limiti dell'assurdo, riempie la barra della pazzia che può utilizzare per trasformarsi in un mostro sanguinario più robusto e veloce della sua controparte umana per un breve periodo di tempo. L'utilizzo della pazzia influenza la moralità di Torque e di conseguenza il finale. Questa "creatura" mustruosa in cui Torque si trasforma, può essere vista all'inizio del gioco nelle telecamere correre nei corridoi o anche come guida.

## Mostri
Le creature di Carnate sono la rappresentazione e la reincarnazione di tutto il male dell'isola. Queste bestie sono talmente corrotte da attaccarso a vicenda, talvolta.
- Assassino - Rappresentazione dei morti per armi bianche. Hanno un aspetto antropomorfo con lame innestate al posto degli arti e la testa staccata. Sono i nemici più frequenti nel gioco.
- Tiratore Scelto - Rappresentano i morti per fucilazione, in riferimento al campo d'internamento americano per prigionieri di guerra. Creature molto alte, con corpi crivellati dai proiettili.
- Tossicomane - Rappresentano la morte per iniezione letale. Hanno un aspetto umanoide, gambe ridotte a moncherini, un solo braccio prensile e il corpo infilzato da numerose siringhe.
- Impiccato - Rappresentazione dell'impiccagione. Mutilati all'altezza dell'inguine.
- Talpa - Personificazione dei sepolti vivi. Creature sotterranee, ricordano una sagoma umana in un sacco bianco avvolta da catene.
- Lebbroso - Rappresentazione dei morti mangiati vivi dai topi. Molto alti ed obesi, armati di mazza ferrata.
- Inferna - Rappresentazione del rogo, prima esecuzione commessa a Carnate. Inizialmente somiglianti a ragazzine, assumono le fattezze di una figura umana infuocata.
- Il Nero - La creatura più grande del gioco, alta circa 15 m e manifestazione di tutto il male dell'isola e Boss finale del gioco.

## Accoglienza
La rivista Play Generation lo classificò come il terzo titolo splatter più nauseante ed il secondo sci-fi più terrorizzante tra quelli disponibili su PlayStation 2.